# Чупрасовы
Чупрасовы — старинный русский дворянский род.
Согласно летописным свидетельствам, история рода этой фамилии восходит к XVII веку. Губернским дворянским депутатским собранием род Чупрасовых был записан в дворянскую родословную книгу Костромской губернии Российской империи.

## Описание герба
B верхней половине щита, в чёрном поле, изображено серебряное стремя, на ремне висящее, и по сторонам его две золотые полосы. В нижней серебряной половине крестообразно означены городская стена красного цвета и ружье.
На щите дворянский коронованный шлем. Нашлемник: три страусовых пера. Намёт на щите красный и чёрный, подложенный серебром. Герб этого дворянского рода был записан в Часть IX Общего гербовника дворянских родов Всероссийской империи, страница 72.